# بالدوین پیانو
بالدوین پیانو (انگلیسی: Baldwin Piano) شرکت تجهیزات موسیقی آمریکایی است، که در سال ۱۸۵۷ تأسیس شد و هم‌اکنون زیرمجموعه‌ای از شرکت گیتار گیبسون می‌باشد. 